# Vermelha
Vermelha is een plaats (freguesia) in de Portugese gemeente Cadaval en telt 1 390 inwoners (2001).